# Moní (Héraklion)
Moní (en grec moderne : Μονή), est un village du dème de Malevízi, de l'ancienne municipalité de Tylissos, dans le district régional de Héraklion en Crète, en Grèce. Selon le recensement de 2001, la population de  Moní compte 297 habitants. Le village est situé à une altitude de 240 m et à une distance de 16,9 km de Héraklion.
En 1583, il est mentionné dans le recensement Kastrofylakas, sous le nom de Mogni avec 50 habitants.

## Source de la traduction
- (el) Cet article est partiellement ou en totalité issu de l’article de Wikipédia en grec moderne intitulé « Μονή Ηρακλείου » (voir la liste des auteurs).